# Freddie Woodward
Freddie Woodward (Sheffield, 23 giugno 1995) è un tuffatore britannico.

## Biografia
Ha gareggiato per la nazionale inglese ai Giochi del Commonwealth di Glasgow 2014 dove, in coppia con il compagno di nazionale Nicholas Robinson-Baker ha vinto la medaglia di bronzo nel concorso dei tuffi dal trampolino 3 metri sincro, chiudendo alle spalle degli australiani  Matthew Mitcham e Grant Nel, cui è andato l'argento, e dei connazionali Jack Laugher e Chris Mears, vincitori dell'oro.
Nel dicembre 2015 ha posato nudo in un servizio fotografico uscito nel gennaio 2016 sulla rivista Gay Times Magazine.
Ha rappresentato la nazionale britannica ai Giochi olimpici di Rio de Janeiro 2016 nel concorso dei tuffi dal trampolino 3 metri, eliminato nel turno preliminare con il diciannovesimo posto a 388,15 punti, dietro a Il'ja Zacharov - ultimo dei qualificati - per soli 1,75 punti.

## Palmarès
- Europei di tuffi

Kiev 2017: bronzo nel sincro 3m.
- Giochi del Commonwealth

Glasgow 2014: bronzo nel sincro 3m;